# Spin (serie televisiva)
Spin è una serie televisiva italo-israeliana del 2024 trasmessa in Italia su Rai Gulp . La serie è scritto da Michal Cooper Keren  è da Aviad Keidar e interpretata, tra gli altri, da Kim Or Azulay, Shon Shlomo Amsalem e Stephan Legar.

## Trama
Una giovane e talentuosa ballerina di breakdance di nome Emily, proveniente da un contesto difficile, riceve la possibilità di entrare in un prestigioso centro di preparazione olimpica. Determinata a trasformare la sua passione in una carriera, sogna di qualificarsi alle Olimpiadi e vincere una medaglia. Mentre si dedica con impegno per diventare un’atleta professionista, le complicazioni della sua vita personale mettono a rischio il suo percorso verso il successo e il raggiungimento dei propri obiettivi.

## Produzione
La serie è stata girata tra l'Italia e Israele e si compone di una sola stagione con 20 episodi. La serie è scritta di Michal Cooper Keren.  La regia è di Aviad Keidar, con la partecipazione di attori italiani e israeliani.

## Cast
- Kim Or Azulay
- Shon Shlomo Amsalem
- Mikhaeli Givati
- Stephan Legar
- Mia Ivryn
- Anna Stephanie
- Francesca Carrain
- Federica Buonanno
- Andrea Melchiorre
- Matt DeLuise

## Doppiatori italiani
- Emily - Elisa Contestabile
- Shira - Annalisa Platania
- Jonathan - Alessandro Pili
- Benji - Ivan Spada
- Lia - Annalisa Longo
- Adam - Davide Furronato
- Mano - Andrea Colombo Giardinelli
- Shelley - Stefania Deppepe
- Daniela - Giada Sabellico
- Sami - Stefano Pozzi
- Einav - Francesca Bielli